# 张佑才
张佑才（1941年—2024年5月12日），江苏南通人，中华人民共和国政治人物。
1965年，毕业于南京化工学院无机化工专业。1983年，担任南通市副市长、市长。1989年，升任中华人民共和国财政部副部长。
2001年6月，中国科学技术协会第六次全国代表大会召开，并选举其出任第六届全国委员会顾问。